# Ronne Entrance
Ronne Entrance (hiszp. Bahía Ronne) – cieśnina u wybrzeży Antarktydy, oddzielająca południowo-zachodnią część Wyspy Aleksandra od wysp Smyley Island, Spaatz Island i DeAtley Island na Morzu Bellingshausena, południowo-zachodnie wejście do cieśniny Jerzego VI. 

## Opis
Cieśnina oddzielająca południowo-zachodnia część Wyspy Aleksandra od wysp Smyley Island, Spaatz Island i DeAtley Island na Morzu Bellingshausena, szerokie południowo-zachodnie wejście do cieśniny Jerzego VI. 
Sfotografowana z powietrza przez pracowników United States Antarctic Service (USAS) 4 listopada 1940 roku. Odkryta podczas wyprawy saniami w grudniu 1940 roku przez Finna Ronnego (1899–1980) i Carla Eklunda z USAS.
Nazwana początkowo „Ronne Bay” na cześć norweskiej rodziny Ronne (Rønne), z której wywodzili się Finn Ronne (1899–1980) i jego ojciec – polarnik Martin Rønne (1861–1932), uczestnik czterech ekspedycji polarnych Roalda Amundsena na biegun południowy. Następnie nazwa została zmieniona ma „Ronne Entrance”, by lepiej odzwierciedlać warunki geograficzne. 